# Kanton Andreasberg
Der Kanton Andreasberg war eine Verwaltungseinheit im Distrikt Osterode des Departements des Harzes im napoleonischen Königreich Westphalen. Hauptort des Kantons und Sitz des Friedensgerichts war der Ort Sankt Andreasberg im heutigen niedersächsischen Landkreis Goslar. Das Gebiet des Kantons gehörte zum aufgelösten Kurfürstentum Braunschweig-Lüneburg und umfasste neben der Bergstadt Sankt Andreasberg zwei Dörfer, eine Hütte und zwei Forstgebiete.

## Gemeinden
Zum Kanton gehörten die Ortschaften:
- Bergstadt Sankt Andreasberg
- Lonau
- Sieber

Weiterhin gehörten zum Kanton Andreasberg:
- Steinrenner Hütte (im oberen Siebertal)[1]
- Herzberger Forst
- Lauterberger Forst